# Wojciech Opacki
Wojciech (Olbrycht) Opacki herbu Prus III (zm. przed 2 czerwca 1646 roku) – chorąży warszawski w 1621 roku, starosta nowomiejski w 1629 roku.
Poseł sejmiku warszawskiego na sejm 1621 roku.
Był elektorem Władysława IV Wazy z ziemi warszawskiej w 1632 roku i Jana II Kazimierza Wazy z ziemi warszawskiej w 1648 roku. Poseł na sejm 1649/1650 roku z sejmiku warszawskiego województwa mazowieckiego.